# 程宗猷
程宗猷（1561年—？），字沖斗，明代安徽休寧人，是明朝末年著名的武學專家。

## 生平
程宗猷自幼醉心於武學，四處尋訪名師，希望以武學為國家效力。他自浙江人劉雲峰處學到雙手刀法，自河南李克復學習槍法。又至少林寺拜洪轉和尚為師，學習棍法，也曾在宗相、宗岱、及廣按門下學習。
他在壽春時，在地穴中得到古代銅機，被他用來改良，製作新型弩機。萬曆四十四年（1616年），其著作《少林棍法闡宗》問世，他的聲譽漸起。明天啟元年（1621年），他將自己的著作集結成《耕餘剩技》刊行，引起官府的重視。天啟二年（1622年），天津巡撫李群聘其任都司僉書，他率家族子弟前往，協助練兵。後李群調至內地，程宗猷告老還鄉。崇禎二年（1626年），出版《射史》八卷。

## 著作
他著有《蹶張心法》、《長槍法選》、《單刀法選》與《少林棍法闡宗》，合刊為《耕餘剩技》。